# Surfer Girl
Surfer Girl je tretji album ameriške glasbene skupine The Beach Boys. Izšel je leta 1963 pri založbi Capitol Records.

## Seznam skladb
1. "Surfer Girl" - 2:26
2. "Catch a Wave" - 2:07
3. "The Surfer Moon" - 2:11
4. "South Bay Surfer (The Old Folks at Home)" - 1:45
5. "The Rocking Surfer" - 2:00
6. "Little Deuce Coupe" - 1:38
7. "In My Room" - 2:11
8. "Hawaii" - 1:59
9. "Surfer′s Rule" - 1:54
10. "Our Car Club" - 2:22
11. "Your Summer Dream" - 2:27
12. "Boogie Woodie" - 1:56
13. "Fun, Fun, Fun" (single version) - 2:21
14. "In My Room" (German version) - 2:20
15. "I Do" - 3:06